# الرائد التونسي (صحيفة)

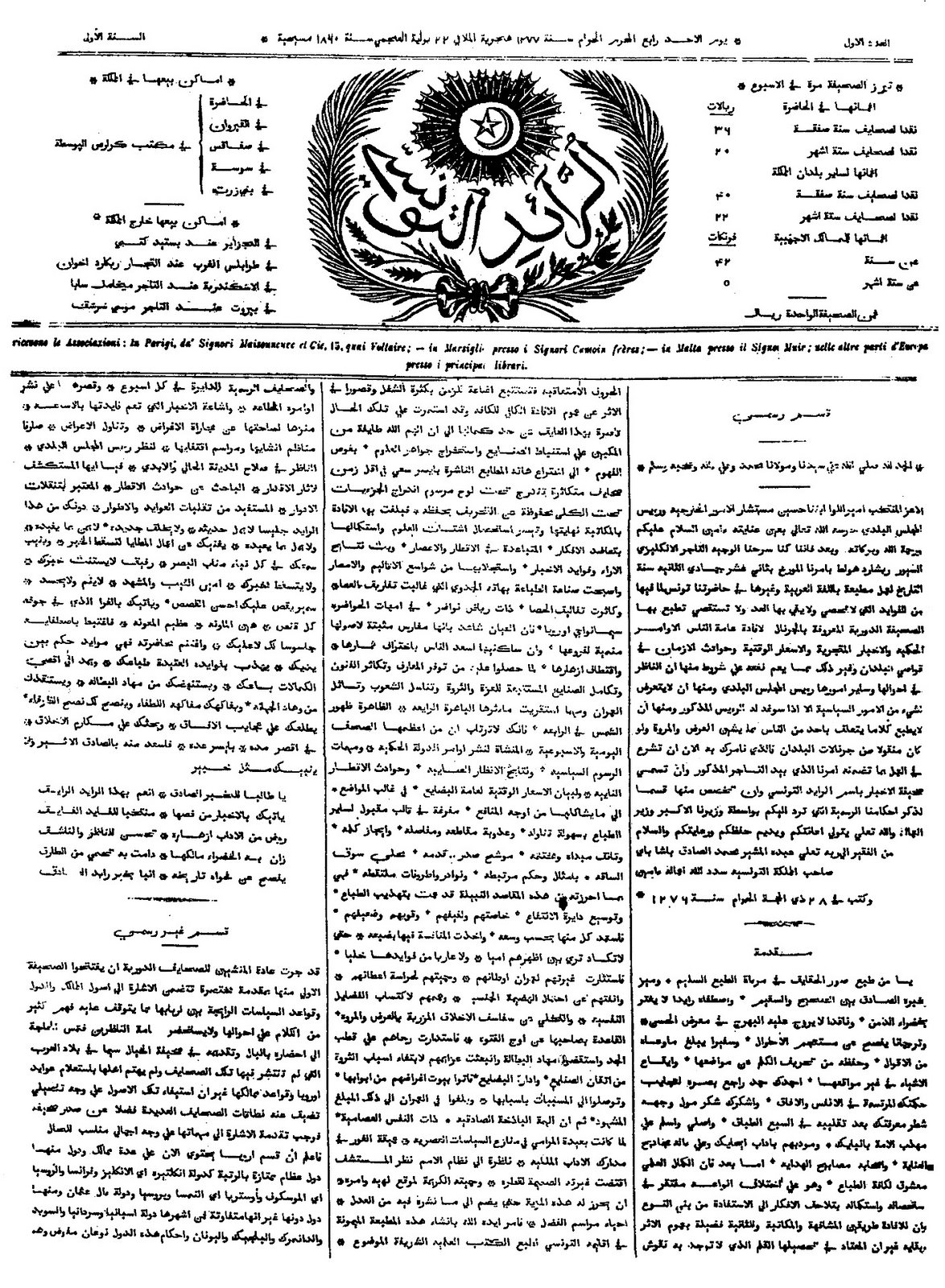
الصفحة الأولى من العدد الأول من جريدة الرائد التونسي، الصادر بتاريخ

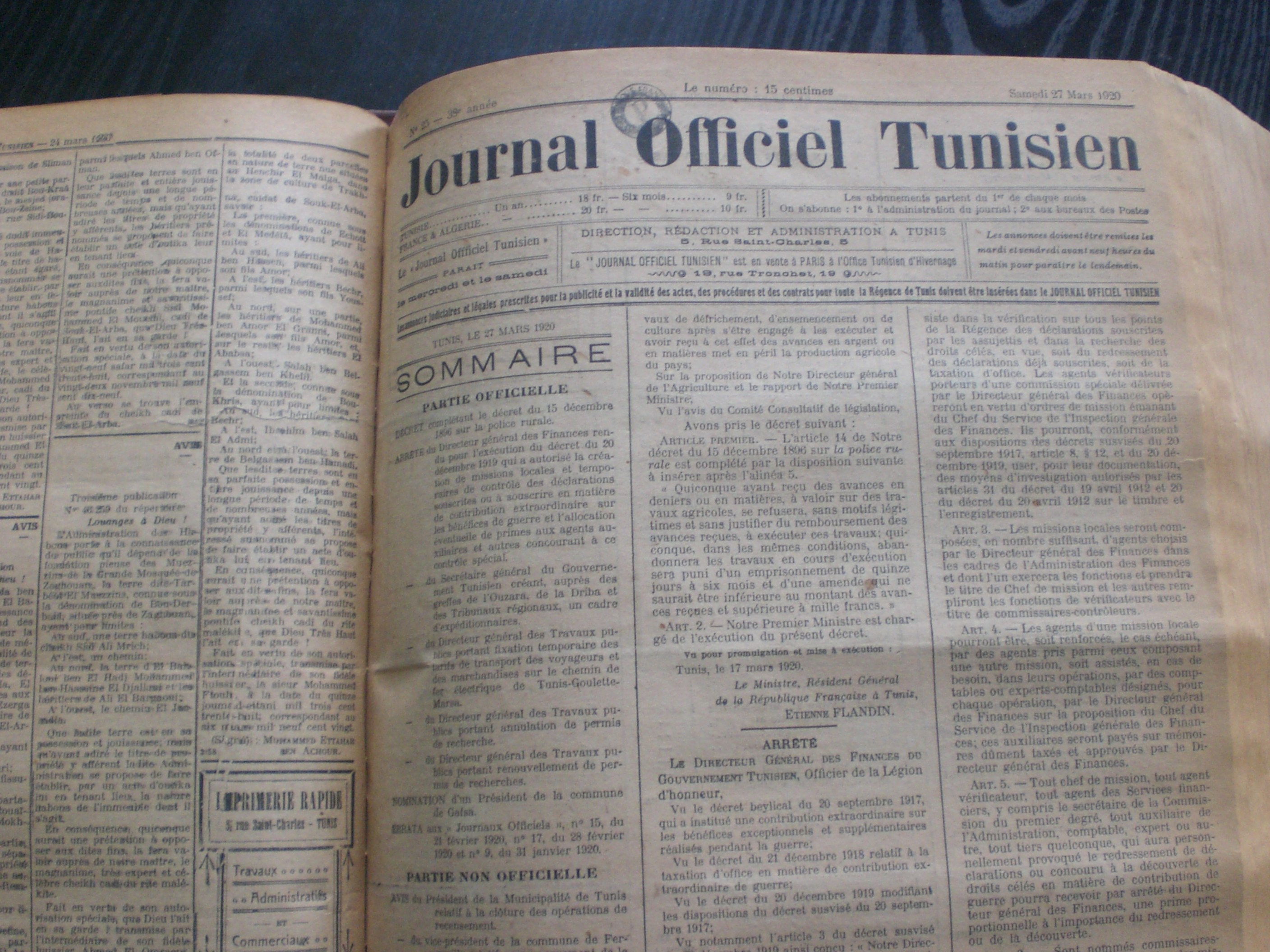
نسخة فرنسية من الرائد التونسي صادرة يوم (27 مارس 1920)

الرائد التونسي هي التسمية الأولى لأقدم جريدة تونسية صدر عددها الأول في 4 محرم 1277 هـ/23 يوليو 1860. وهي مستمرة الصدور إلى الوقت الحاضر تحت تسمية الرائد الرسمي للجمهورية التونسية.
وكانت جريدة «الرّائد التونسي» تشمل على جزء رسمي من المنشورات وجزء ثقافي شعبي عام، وكان أول قرار اتخذته سلطات الاحتلال في شهر جويلية 1881 (بعد شهرين من معاهدة الاحتلال) هو اقتصار الجريدة على الجانب الرسمي فقط، وأصبحت تسمى «الرائد الرسمي» واستمر هذا القرار إلى اليوم،